# Élections fédérales allemandes de 2021
Les élections fédérales allemandes de 2021 (en allemand : Bundestagswahl 2021) ont lieu le 26 septembre 2021 afin de renouveler les membres du Bundestag. À l'issue de ces élections fédérales débute la vingtième législature de la République fédérale d'Allemagne. Les élections régionales à Berlin et en Mecklembourg-Poméranie-Occidentale, ainsi qu'un référendum d'initiative populaire berlinois, ont lieu le même jour.
La chancelière sortante, Angela Merkel, ne se représente pas, ouvrant la voie à une succession tumultueuse au sein de l'Union chrétienne-démocrate. Annegret Kramp-Karrenbauer, d'abord élue présidente du parti, a par la suite été remplacée par Armin Laschet après des résultats décevants aux élections dans les Länder. De son côté, le Parti social-démocrate connait également plusieurs crises depuis sa défaite aux dernières législatives, la présidence du parti changeant plusieurs fois de tête, conduisant à une remise en cause en interne de leur participation à la grande coalition.
Le Parti social-démocrate du vice-chancelier Olaf Scholz arrive en tête du scrutin, devançant les Unions chrétiennes d'Armin Laschet, qui réalisent leur plus mauvais résultat historique. À l'exception d'une grande coalition, aucune majorité n'est possible sans l'apport d'au moins trois partis pour la première fois depuis plus de soixante ans, ce qui rend le rôle des Verts et du Parti libéral-démocrate déterminant.
Après avoir conclu le 15 octobre un accord-cadre, les dirigeants du Parti social-démocrate, des Verts et du Parti libéral-démocrate entreprennent des négociations de coalition qui se concluent positivement six semaines plus tard. Le 8 décembre, Olaf Scholz est élu chancelier fédéral et forme le cabinet Scholz, un gouvernement de coalition en feu tricolore rassemblant ces trois partis, une première au niveau fédéral.

## Contexte

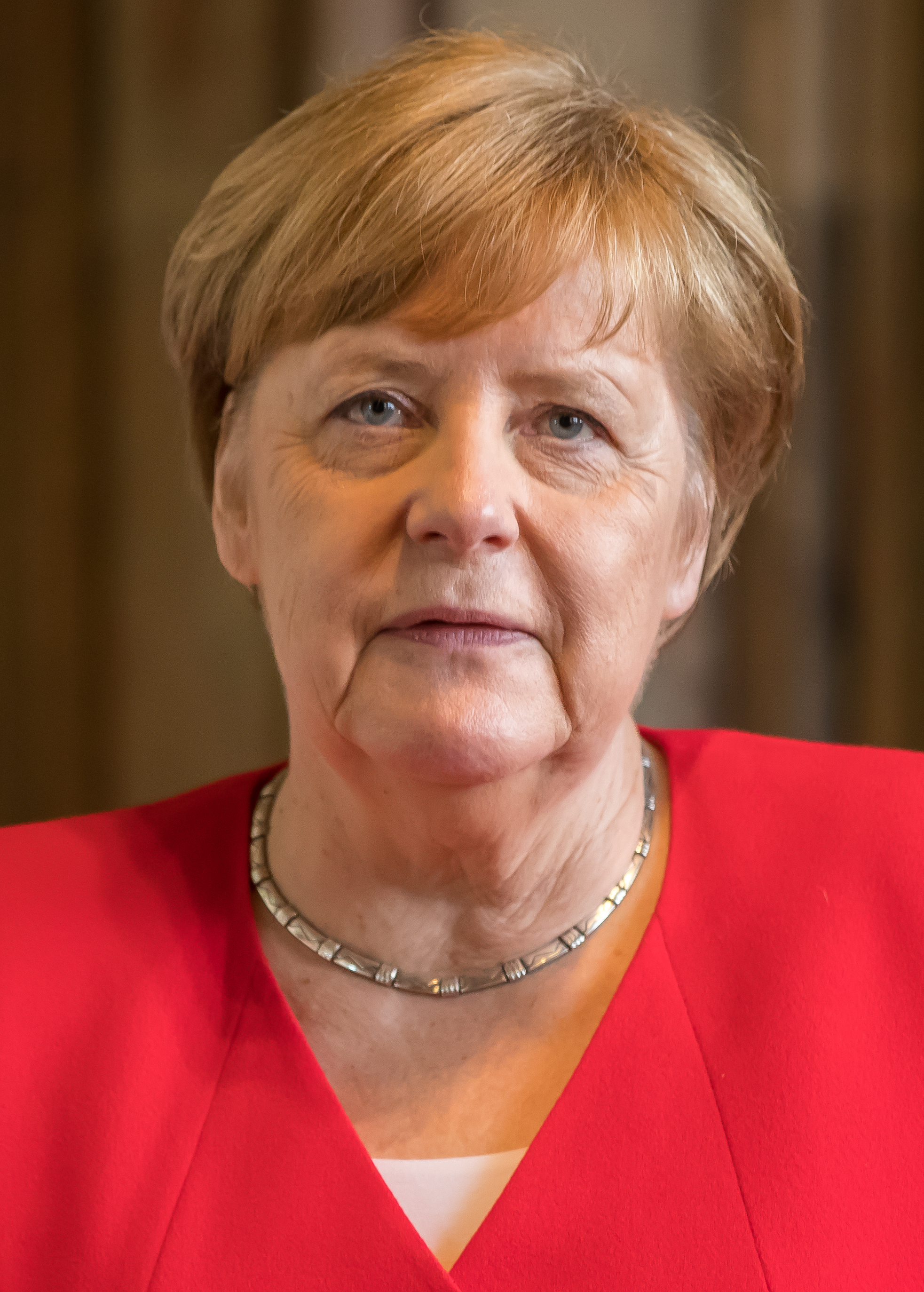
La chancelière sortante Angela Merkel.

Ces élections ont lieu dans le contexte du départ annoncé du pouvoir de la chancelière Angela Merkel, après quinze années passées à la tête du gouvernement allemand. Après les résultats décevants de l'Union chrétienne-démocrate d'Allemagne (CDU) aux élections régionales en Bavière et en Hesse, Angela Merkel quitte en effet la présidence du parti fin 2018 afin d'ouvrir la voie à sa dauphine Annegret Kramp-Karrenbauer, élue à la tête du parti en décembre de la même année.
Les mauvais résultats de la CDU aux élections européennes de mai 2019 — les plus bas que le parti ait jamais obtenu lors d'un tel scrutin —, ainsi que la montée d'une tendance plus conservatrice au sein de la CDU en réponse à celle du parti d’extrême droite Alternative pour l'Allemagne (AfD) conduisent cependant Kramp-Karrenbauer à se retirer en février 2020. Le 33e congrès de la CDU organisé en janvier 2021 voit la victoire au second tour d'Armin Laschet, qui prend la tête du parti afin de mener la CDU aux législatives de septembre.

## Organisation

### Système électoral

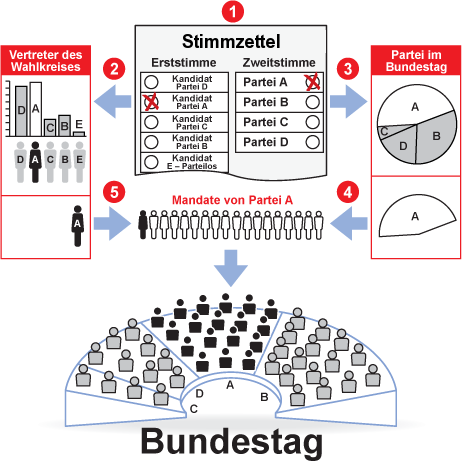
Présentation schématique du système électoral allemand.

Les députés (Mitglieder des Bundestages, MdB) sont élus pour une législature (Wahlperiode) de quatre ans au scrutin majoritaire uninominal et proportionnel par compensation.
Conformément à la loi électorale fédérale, le Bundestag se compose de 598 députés, dont 299 élus au scrutin uninominal majoritaire à un tour dans 299 circonscriptions.
Le jour du scrutin, chaque électeur dispose de deux voix : 
- la « première voix » (Erststimme) lui permet de voter pour un candidat de sa circonscription (Direktkandidaten im Wahlkreis) ;
- la « seconde voix » (Zweitstimme) lui permet de voter pour une liste de candidats présentée dans le cadre de son État fédéré (Landesliste).

À l'issue du dépouillement, l'intégralité des 598 sièges est répartie au scrutin proportionnel de Sainte-Lagüe sur la base des secondes voix entre les partis politiques totalisant plus de 5 % des suffrages exprimés au niveau national ou qui l'ont emporté dans au moins trois circonscriptions. Le seuil de 5 % ne s'applique cependant pas aux partis représentant l'une des minorités officiellement reconnues par le gouvernement allemand — Sorabes, Danois, Frisons et Roms — pour lesquels seul le quotient électoral s'applique.
Une fois la répartition proportionnelle effectuée, les sièges alloués à chaque parti sont pourvus en priorité par les députés fédéraux élus au scrutin majoritaire. Les sièges non pourvus avec les « premières voix » sont ensuite comblés par les candidats présents sur les listes régionales.
Avec un tel mode de scrutin, il est possible pour un parti de remporter plus de sièges au scrutin majoritaire que ce que la répartition proportionnelle lui accorde. Ces mandats supplémentaires (Überhangmandat) sont conservés et des mandats complémentaires (Ausgleichsmandat) sont attribués aux autres partis afin de rétablir la proportionnalité de la représentation parlementaire. Le nombre total de députés fédéraux se trouve ainsi augmenté.

### Convocations des élections
La convocation des élections fédérales est une prérogative propre au président de la République fédérale, qui doit toutefois tenir compte des recommandations du gouvernement fédéral. Comme le prévoit l'article 39 de la Loi fondamentale, ladite convocation doit être rendue publique entre quarante-six et quarante-huit mois après l'ouverture de la législature sortante.

### Législature
La 20e législature du Bundestag, issue des élections fédérales de septembre 2021, doit durer quatre ans, sauf si celle-ci devait être abrégée par une dissolution qui serait décidée, à certaines conditions, par le président de la République fédérale. C'est après l'ouverture de cette législature que devront débuter les traditionnelles tractations propres à la formation d'un gouvernement fédéral.

## Principaux partis
| Parti | Parti                                                                              | Idéologie                                                                             | Chef de file                                                      | Résultats en 2017            |
| ----- | ---------------------------------------------------------------------------------- | ------------------------------------------------------------------------------------- | ----------------------------------------------------------------- | ---------------------------- |
|       | Union chrétienne-démocrate d'Allemagne Christlich Demokratische Union Deutschlands | Centre droit Démocratie chrétienne, libéral-conservatisme                             | Armin Laschet (Ministre-président de Rhénanie-du-Nord-Westphalie) | 26,8 % des voix 200 députés  |
|       | Union chrétienne-sociale en Bavière Christlich-Soziale Union in Bayern             | Centre droit Démocratie chrétienne, libéral-conservatisme                             | Armin Laschet (Ministre-président de Rhénanie-du-Nord-Westphalie) | 6,2 % des voix 45 députés    |
|       | Parti social-démocrate d'Allemagne Sozialdemokratische Partei Deutschlands         | Centre gauche Social-démocratie, troisième voie, progressisme                         | Olaf Scholz (Vice-chancelier, ministre fédéral des Finances)      | 20,51 % des voix 153 députés |
|       | Alternative pour l'Allemagne Alternative für Deutschland                           | Droite à extrême droite Euroscepticisme, national-conservatisme, populisme de droite  | Alice Weidel et Tino Chrupalla                                    | 12,64 % des voix 94 députés  |
|       | Parti libéral-démocrate Freie Demokratische Partei                                 | Centre à centre droit Libéralisme, libéralisme économique                             | Christian Lindner                                                 | 10,75 % des voix 80 députés  |
|       | Die Linke La Gauche                                                                | Extrême gauche à gauche Socialisme démocratique, anticapitalisme, populisme de gauche | Janine Wissler et Dietmar Bartsch                                 | 9,24 % des voix 69 députés   |
|       | Alliance 90 / Les Verts Bündnis 90/Die Grünen                                      | Centre gauche Écologie politique, progressisme, europhilie                            | Annalena Baerbock                                                 | 8,94 % des voix 67 députés   |

## Campagne

### CDU-CSU
Le candidat du parti, Armin Laschet, entend s'inscrire dans la continuité de la chancelière Angela Merkel, en particulier en matière d'orthodoxie budgétaire. Il s'oppose ainsi à l’introduction d’un impôt sur la fortune comme le souhaitent les partis de gauche, propose de supprimer la taxe de solidarité et de réduire de 30 % à 25 % l’imposition maximale sur les bénéfices des entreprises. Il fait de la baisse des taux d’endettement des administrations publiques l'une des priorités de son programme économique.
Initialement favorite du scrutin, la CDU chute de 27 à 20 % d'intentions de vote entre début aout et début septembre, en partie à cause des faux pas de son chef de file Armin Laschet, lequel était notamment apparu hilare lors d'un déplacement dans une commune victime des inondations de la mi-juillet en Rhénanie. La CDU est également affaiblie par plusieurs affaires de corruption et scandales politico-financiers, comme le scandale Wirecard et le versement de pots-de-vin à des députés conservateurs par des fabricants de masques durant la pandémie de Covid-19 (affaire des masques). Enfin, des tensions internes alimentées par un très fort courant national-libéral se sont également rajoutées à la campagne.

### Die Linke
Le parti de gauche met en avant les questions sociales, appelant à une meilleure répartition des richesses. Il propose de créer un prélèvement exceptionnel Covid-19 sur les plus riches et de rétablir l’impôt sur la fortune. Il revendique également une hausse du salaire minimum à 12,50 euros de l’heure (contre 9,60 euros actuellement), l'introduction d'un système de plafonnement des loyers et des investissements plus ambitieux en matière de lutte contre le réchauffement climatique. Sur les questions de politique internationale, il souhaite apaiser les tensions entre les États occidentaux et la Chine et la Russie, la dissolution de l’OTAN et la création d’un « organisme multilatéral de sécurité commune » pour désamorcer les conflits.

### Principaux thèmes abordés
Au mois de juillet 2021, d'importantes inondations remettent la question climatique au centre des débats. Le Parti social-démocrate appelle à « tout faire pour arrêter le réchauffement climatique » tandis que la CDU/CSU souhaite « accélérer les mesures de protection du climat ». À la fin juillet, 56 % des Allemands estiment que ces inondations rendent la lutte contre le changement climatique « encore plus importante qu’avant » et 73 %  pensent que le gouvernement n'agit pas suffisamment dans ce domaine. Seuls les sympathisants du parti AfD sont majoritairement d’un avis opposé.
À la suite de ces événements, six jeunes de moins de 30 ans débutent à la fin du mois d'août suivant une grève de la faim face au palais du Reichstag. Ils demandent un dialogue sincère avec les responsables des principales formations politiques avant la tenue du scrutin et la mise en place d'une convention citoyenne pour décider de mesures ambitieuses pour le climat,,.

## Difficultés logistiques
À Berlin, les opérations de vote sont retardées de plusieurs heures. Certains bureaux de la capitale fédérale ferment à 20 h, au lieu de 18 h comme dans le reste du pays, d'autres doivent fermer en cours de journée car ils ne disposent plus de bulletins de vote. Les élections fédérales étant combinées avec les élections pour la Chambre des députés berlinoise de même que le référendum sur une initiative populaire pour l'expropriation de certains logements, les opérations de votes sont plus longues, aussi en raison de mesures de lutte contre la pandémie de Covid-19. À cela vient s'ajouter le marathon de Berlin qui a lieu également le 26 septembre 2021 : plusieurs artères sont bloquées, ce qui complique la circulation dans la capitale fédérale.

## Résultats

### National
|                                    |                                                      |                                                      |                           |                           |                           |                           |                 |                 |                 |                 |              |               |  |  |
| Partis                             | Partis                                               | Partis                                               | Sièges de circonscription | Sièges de circonscription | Sièges de circonscription | Sièges de circonscription | Sièges de liste | Sièges de liste | Sièges de liste | Sièges de liste | Total sièges | +/−           |  |  |
| Partis                             | Partis                                               | Partis                                               | Votes                     | %                         | Sièges                    | +/−                       | Votes           | %               | +/−             | Sièges          | Total sièges | +/−           |  |  |
|                                    | Parti social-démocrate d'Allemagne (SPD)             | Parti social-démocrate d'Allemagne (SPD)             | 12 184 096                | 26,36                     | 121                       | 62                        | 11 901 558      | 25,71           | 5,20            | 85              | 206          | 53            |  |  |
|                                    |                                                      | Union chrétienne-démocrate d'Allemagne (CDU)         | 10 445 920                | 22,60                     | 98                        | 87                        | 8 774 920       | 18,95           | 7,81            | 54              | 152          | 48            |  |  |
|                                    | Union chrétienne-sociale en Bavière (CSU)            | 2 788 048                                            | 6,03                      | 45                        | 1                         | 2 402 827                 | 5,19            | 0,98            | 0               | 45              | 1            |               |  |  |
| Total Unions chrétiennes (CDU/CSU) | Total Unions chrétiennes (CDU/CSU)                   | 13 233 968                                           | 28,63                     | 143                       | 88                        | 11 177 747                | 24,14           | 8,79            | 54              | 197             | 49           |               |  |  |
|                                    | Alliance 90 / Les Verts (Grünen)                     | Alliance 90 / Les Verts (Grünen)                     | 6 435 380                 | 13,92                     | 16                        | 15                        | 6 814 408       | 14,72           | 5,78            | 102             | 118          | 51            |  |  |
|                                    | Parti libéral-démocrate (FDP)                        | Parti libéral-démocrate (FDP)                        | 4 019 565                 | 8,70                      | 0                         | en stagnation             | 5 289 013       | 11,42           | 0,67            | 92              | 92           | 12            |  |  |
|                                    | Alternative pour l'Allemagne (AfD)                   | Alternative pour l'Allemagne (AfD)                   | 4 699 926                 | 10,17                     | 16                        | 13                        | 4 809 233       | 10,39           | 2,25            | 67              | 83           | 11            |  |  |
|                                    | Die Linke (Linke)                                    | Die Linke (Linke)                                    | 2 286 070                 | 4,95                      | 3                         | 2                         | 2 255 864       | 4,87            | 4,37            | 36              | 39           | 30            |  |  |
|                                    | Électeurs libres (FW)                                | Électeurs libres (FW)                                | 1 332 710                 | 2,88                      | 0                         | en stagnation             | 1 125 667       | 2,43            | 1,43            | 0               | 0            | en stagnation |  |  |
|                                    | Parti de protection des animaux (Tierschutz)         | Parti de protection des animaux (Tierschutz)         | 160 865                   | 0,35                      | 0                         | en stagnation             | 673 669         | 1,46            | 0,66            | 0               | 0            | en stagnation |  |  |
|                                    | Parti des bases démocratiques d'Allemagne (dieBasis) | Parti des bases démocratiques d'Allemagne (dieBasis) | 732 620                   | 1,59                      | 0                         | en stagnation             | 630 153         | 1,36            | Nv.             | 0               | 0            | en stagnation |  |  |
|                                    | Die PARTEI                                           | Die PARTEI                                           | 540 170                   | 1,17                      | 0                         | en stagnation             | 460 431         | 0,99            | 0,01            | 0               | 0            | en stagnation |  |  |
|                                    | Team Tödenhofer                                      | Team Tödenhofer                                      | 5 422                     | 0,01                      | 0                         | en stagnation             | 211 854         | 0,46            | Nv.             | 0               | 0            | en stagnation |  |  |
|                                    | Parti des pirates (Piraten)                          | Parti des pirates (Piraten)                          | 60 548                    | 0,13                      | 0                         | en stagnation             | 169 587         | 0,37            | en stagnation   | 0               | 0            | en stagnation |  |  |
|                                    | Volt Allemagne (Volt)                                | Volt Allemagne (Volt)                                | 77 594                    | 0,17                      | 0                         | en stagnation             | 164 300         | 0,35            | Nv.             | 0               | 0            | en stagnation |  |  |
|                                    | Parti écologiste-démocrate (ÖDP)                     | Parti écologiste-démocrate (ÖDP)                     | 152 542                   | 0,33                      | 0                         | en stagnation             | 112 129         | 0,24            | 0,07            | 0               | 0            | en stagnation |  |  |
|                                    | Parti national-démocrate d'Allemagne (NPD)           | Parti national-démocrate d'Allemagne (NPD)           | 1 090                     | 0,00                      | 0                         | en stagnation             | 64 360          | 0,14            | 0,24            | 0               | 0            | en stagnation |  |  |
|                                    | Fédération des électeurs du Schleswig du Sud (SSW)   | Fédération des électeurs du Schleswig du Sud (SSW)   | 35 027                    | 0,08                      | 0                         | en stagnation             | 55 578          | 0,12            | Abs.            | 1               | 1            | 1             |  |  |
|                                    | Parti pour la recherche en santé (PVF)               | Parti pour la recherche en santé (PVF)               | 2 171                     | 0,00                      | 0                         | en stagnation             | 48 496          | 0,10            | 0,05            | 0               | 0            | en stagnation |  |  |
|                                    | Parti des humanistes (PdH)                           | Parti des humanistes (PdH)                           | 12 672                    | 0,03                      | 0                         | en stagnation             | 47 524          | 0,10            | 0,09            | 0               | 0            | en stagnation |  |  |
|                                    | Autres partis                                        | Autres partis                                        | 135 550                   | 0,29                      | 0                         | en stagnation             | 284 816         | 0,62            | –               | 0               | 0            | en stagnation |  |  |
|                                    | Indépendants                                         | Indépendants                                         | 110 874                   | 0,24                      | 0                         | en stagnation             |                 |                 |                 |                 | 0            | en stagnation |  |  |
|                                    |                                                      |                                                      |                           |                           |                           |                           |                 |                 |                 |                 |              |               |  |  |
| Votes valides                      | Votes valides                                        | Votes valides                                        | 46 218 860                | 98,95                     |                           |                           | 46 298 387      | 99,12           |                 |                 |              |               |  |  |
| Votes blancs et nuls               | Votes blancs et nuls                                 | Votes blancs et nuls                                 | 488 483                   | 1,05                      | 408 956                   | 0,88                      |                 |                 |                 |                 |              |               |  |  |
| Total                              | Total                                                | Total                                                | 46 707 343                | 100                       | 299                       | en stagnation             | 46 707 343      | 100             | –               | 437             | 736          | 27            |  |  |
| Abstentions                        | Abstentions                                          | Abstentions                                          | 14 465 428                | 23,65                     |                           |                           | 14 465 428      | 23,65           |                 |                 |              |               |  |  |
| Inscrits/Participation             | Inscrits/Participation                               | Inscrits/Participation                               | 61 172 771                | 76,35                     | 61 172 771                | 76,35                     |                 |                 |                 |                 |              |               |  |  |

### Résultats parLänder

#### Résumé
| Partis | Partis  | BW   | BW  | NI   | NI   | BY   | BY  | BE   | BE  | BR   | BR   | HB   | HB  | HH   | HH   | HE   | HE  |
| Partis | Partis  | %    | +/- | %    | +/-  | %    | +/- | %    | +/- | %    | +/-  | %    | +/- | %    | +/-  | %    | +/- |
| ------ | ------- | ---- | --- | ---- | ---- | ---- | --- | ---- | --- | ---- | ---- | ---- | --- | ---- | ---- | ---- | --- |
|        | SPD     | 21,6 | 5,3 | 33,1 | 5,7  | 18,0 | 2,7 | 23,5 | 5,6 | 29,5 | 11,9 | 31,5 | 4,7 | 29,7 | 6,2  | 27,6 | 4,0 |
|        | CDU/CSU | 24,8 | 9,6 | 24,2 | 10,8 | 31,7 | 7,1 | 15,9 | 6,8 | 15,3 | 11,4 | 17,2 | 7,9 | 15,5 | 11,8 | 22,8 | 8,0 |
|        | Grünen  | 17,2 | 3,7 | 16,1 | 7,4  | 14,1 | 4,3 | 22,4 | 9,8 | 9,0  | 4,0  | 20,8 | 9,8 | 24,9 | 11,0 | 15,8 | 6,1 |
|        | FDP     | 15,3 | 2,5 | 10,5 | 1,2  | 10,5 | 0,4 | 9,1  | 0,1 | 9,3  | 2,2  | 9,3  | 0,1 | 11,4 | 0,6  | 12,8 | 1,2 |
|        | AfD     | 9,6  | 2,6 | 7,4  | 1,7  | 9,0  | 3,4 | 8,4  | 3,6 | 18,1 | 2,1  | 6,9  | 3,1 | 5,0  | 2,8  | 8,8  | 3,1 |
|        | Linke   | 3,3  | 3,0 | 3,3  | 3,7  | 2,8  | 3,3 | 11,4 | 7,3 | 8,5  | 8,7  | 7,7  | 5,7 | 6,7  | 5,5  | 4,3  | 3,8 |

| Partis | Partis  | MV   | MV   | NW   | NW  | RP   | RP   | SL   | SL   | SN   | SN  | ST   | ST            | SH   | SH   | TH   | TH   |
| Partis | Partis  | %    | +/-  | %    | +/- | %    | +/-  | %    | +/-  | %    | +/- | %    | +/-           | %    | +/-  | %    | +/-  |
| ------ | ------- | ---- | ---- | ---- | --- | ---- | ---- | ---- | ---- | ---- | --- | ---- | ------------- | ---- | ---- | ---- | ---- |
|        | SPD     | 29,1 | 14,0 | 29,1 | 3,2 | 29,4 | 5,2  | 37,3 | 10,1 | 19,3 | 8,7 | 25,4 | 10,2          | 28,0 | 4,7  | 23,4 | 10,2 |
|        | CDU/CSU | 17,4 | 15,7 | 26,0 | 6,7 | 24,7 | 11,2 | 23,6 | 8,8  | 17,2 | 9,7 | 21,0 | 9,3           | 22,0 | 12,0 | 16,9 | 11,9 |
|        | Grünen  | 7,8  | 3,6  | 16,1 | 8,5 | 12,6 | 5,0  |      |      | 8,6  | 4,0 | 6,5  | 2,8           | 18,3 | 6,4  | 6,6  | 2,5  |
|        | FDP     | 8,2  | 2,0  | 11,4 | 1,7 | 11,7 | 1,3  | 11,5 | 3,9  | 11,0 | 2,8 | 9,5  | 1,7           | 12,5 | 0,2  | 9,0  | 1,2  |
|        | AfD     | 18,0 | 0,6  | 7,3  | 2,2 | 9,2  | 2,0  | 10,0 | 0,1  | 24,6 | 2,4 | 19,6 | en stagnation | 6,8  | 1,4  | 24,0 | 1,3  |
|        | Linke   | 11,1 | 6,8  | 3,7  | 3,8 | 3,3  | 3,6  | 7,2  | 5,7  | 9,3  | 6,7 | 9,6  | 8,1           | 3,6  | 3,6  | 11,4 | 5,4  |
|        | SSW     |      |      |      |     |      |      |      |      |      |     |      |               | 3,2  | Abs. |      |      |

### Différences régionales
| Territoire               | SPD    | Union  | Grünen | FDP    | AfD    | Linke  | Autres |
| ------------------------ | ------ | ------ | ------ | ------ | ------ | ------ | ------ |
| Territoire               |        |        |        |        |        |        |        |
| Anciens Länder (ex-RFA)  | 26,1 % | 25,6 % | 15,9 % | 11,9 % | 8,2 %  | 3,7 %  | 8,6 %  |
| Nouveaux Länder (ex-RDA) | 24,1 % | 16,8 % | 9,2 %  | 9,5 %  | 20,5 % | 10,4 % | 9,5 %  |
| Allemagne                | 25,7 % | 24,1 % | 14,8 % | 11,5 % | 10,3 % | 4,9 %  | 8,7 %  |

## Analyse

Résultats par circonscription et sièges de liste.

### Électorale
Si les résultats du scrutin sont très serrés entre le Parti social-démocrate et les Unions chrétiennes, la performance de chaque parti n'a pas la même signification, puisque le SPD gagne cinq points par rapport à 2017 là où la CDU/CSU en perd neuf et réalise le plus mauvais score de son histoire. Les chrétiens-démocrates enregistrent une série de défaites symboliques notamment dans la circonscription de Stralsund, détenue jusqu'à présent par Angela Merkel, au profit des sociaux-démocrates, et dans celle d'Aix-la-Chapelle, fief d'Armin Laschet, face au candidat des Verts. En Sarre, le ministre fédéral de l'Économie Peter Altmaier et la ministre fédérale de la Défense Annegret Kramp-Karrenbauer sont devancés, de même que le directeur de la chancellerie fédérale Helge Braun en Hesse. Le Parti social-démocrate bénéficie ainsi de la campagne prudente et du style rassurant de son candidat à la chancellerie, qui a su se placer en héritier d'Angela Merkel et profiter des erreurs et polémiques entourant ses deux principaux concurrents.
Le système politique allemand — dessiné après la Seconde Guerre mondiale autour de deux partis majeurs s'appuyant sur de plus petites formations pour gouverner — repose désormais sur six mouvements politiques, ce qui oblige à envisager un gouvernement regroupant trois partis, une première depuis les années 1950. Le scrutin confirme le rejet de plus en plus fort de la grande coalition, puisque le Parti social-démocrate et les Unions chrétiennes recueillent, pour la première fois depuis 1949, moins de la moitié des suffrages exprimés, alors qu'ils en rassemblaient les deux tiers huit ans auparavant, mais l'impossibilité de faire entrer les partis radicaux au gouvernement confirme l'orientation centriste de l'électorat allemand. Contrairement au scrutin de 2017, ce rejet ne profite ni à l'Alternative pour l'Allemagne, qui perd même deux points, ni à Die Linke, qui passe sous la barre des 5 % et qualifie son résultat de « catastrophique »,. L'AfD, qui confirme sa première place en Saxe et la conquiert en Thuringe, est victime de ses tensions et dissensions internes ainsi que de l'absence pendant la campagne de ses thèmes de prédilection, l'immigration et l'islam.
Ce rejet de la grande coalition favorise en revanche le Parti libéral-démocrate et Les Verts dont les programmes ne sont pas spécialement convergents mais qui s'entendent sur un positionnement pro-européen et de défense de la modernisation du pays. En dépit d'un résultat historiquement haut, les écologistes ne cachent par leur déception, ayant atteint presque 30 % d'intentions de vote et la première place dans les sondages moins de six mois avant la tenue du scrutin. Premiers partis parmi les primo-votants et représentants d'une nouvelle génération politique, les libéraux et les écologistes sont ainsi appelés à jouer le rôle de « faiseurs de roi » pour déterminer l'identité du futur chancelier, sauf en cas de reconduction de la coalition au pouvoir.

Cartes des résultats électoraux
Parti en tête par circonscription.
Parti en tête par Land.
Sièges de liste par Land.

### Sociologique
| Catégorie                      | SPD  | Union | Grünen | FDP  | AfD  | Linke |
| ------------------------------ | ---- | ----- | ------ | ---- | ---- | ----- |
| Catégorie                      |      |       |        |      |      |       |
| Sexe                           |      |       |        |      |      |       |
| Hommes                         | 24 % | 23 %  | 14 %   | 13 % | 12 % | 5 %   |
| Femmes                         | 27 % | 24 %  | 17 %   | 10 % | 8 %  | 5 %   |
| Âge                            |      |       |        |      |      |       |
| Moins de 30 ans                | 17 % | 11 %  | 22 %   | 19 % | 8 %  | 8 %   |
| 30-44 ans                      | 19 % | 19 %  | 18 %   | 13 % | 13 % | 5 %   |
| 45-59 ans                      | 26 % | 24 %  | 15 %   | 11 % | 12 % | 4 %   |
| Plus de 60 ans                 | 35 % | 34 %  | 9 %    | 8 %  | 8 %  | 4 %   |
| Statut                         |      |       |        |      |      |       |
| Ouvrier                        | 28 % | 23 %  | 8 %    | 9 %  | 16 % | 5 %   |
| Employé                        | 26 % | 22 %  | 17 %   | 13 % | 9 %  | 5 %   |
| Fonctionnaire                  | 24 % | 28 %  | 23 %   | 9 %  | 6 %  | 4 %   |
| Indépendant                    | 17 % | 29 %  | 17 %   | 18 % | 9 %  | 4 %   |
| Études                         |      |       |        |      |      |       |
| Hauptschulabschluss            | 35 % | 31 %  | 5 %    | 8 %  | 12 % | 2 %   |
| Mittlere Reife                 | 26 % | 26 %  | 10 %   | 11 % | 14 % | 4 %   |
| Abitur (secondaire)            | 23 % | 20 %  | 19 %   | 14 % | 8 %  | 6 %   |
| Hochschulabschluss (supérieur) | 20 % | 20 %  | 27 %   | 14 % | 5 %  | 6 %   |

## Formation du gouvernement

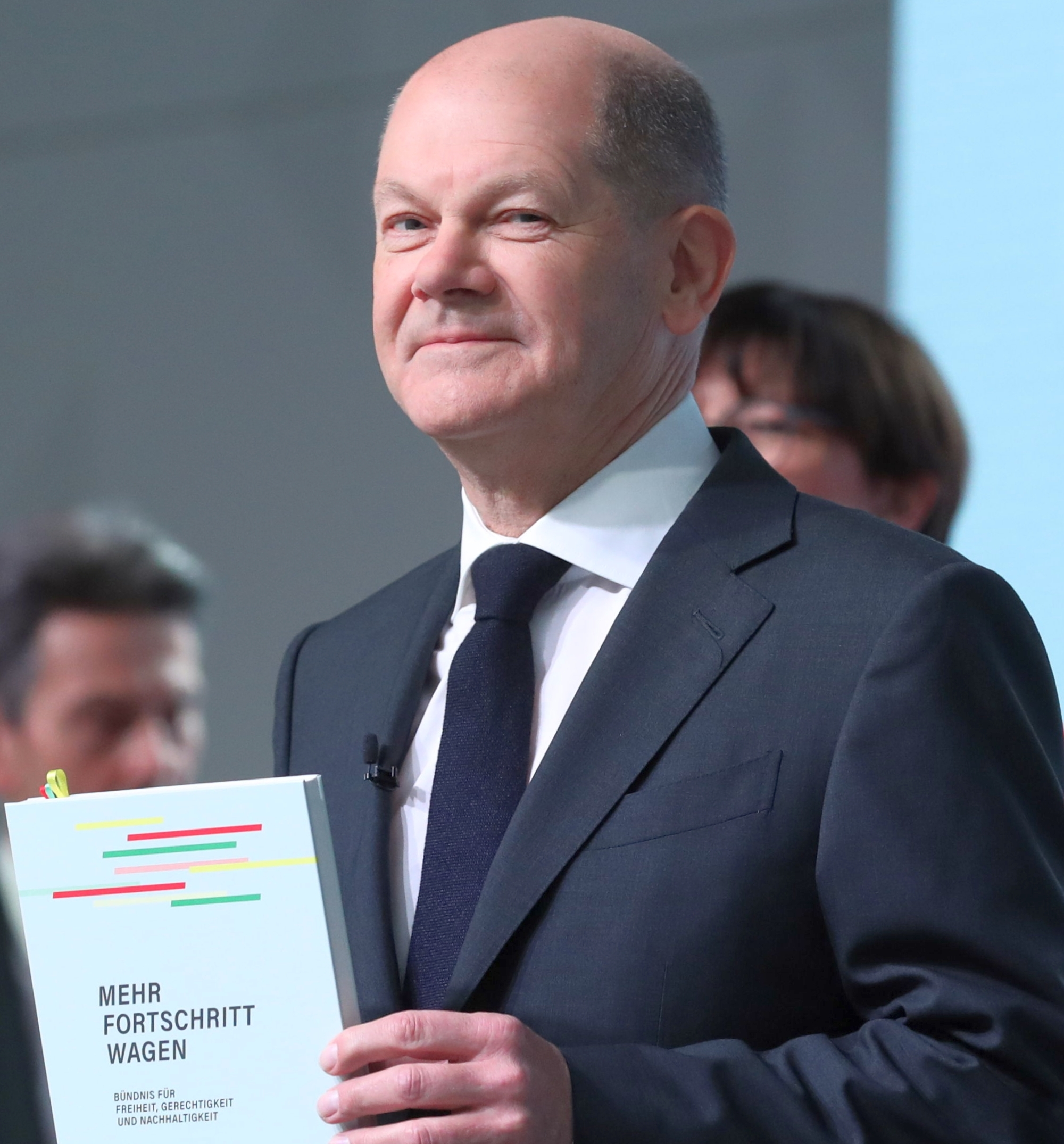
Le chancelier fédéral Olaf Scholz tenant le contrat de coalition

Au soir du scrutin, aussi bien Olaf Scholz que Armin Laschet revendiquent la mission de former le gouvernement, tandis que le président du Parti libéral Christian Lindner et la présidente des Verts Annalena Baerbock annoncent qu'ils entameront des conversations conjointes avant de négocier avec les deux grands partis. Au lendemain de la tenue du scrutin, le vice-chancelier sortant et chef de file du SPD reçoit les félicitations de la chancelière Angela Merkel, un message qui ressemble à un désaveu pour le candidat de la CDU/CSU à la chancellerie.
Pour le ministre-président de Bavière Markus Söder, le ministre-président de Sarre Tobias Hans, le ministre-président de Saxe Michael Kretschmer et le président de la Junge Union Tilman Kuban (de), la défaite historique des chrétiens-démocrates ne permet pas à leur chef de file d'appeler à la constitution d'une « coalition jamaïcaine » sous son autorité. Olaf Scholz et le co-président des Verts Robert Habeck, qui pourraient être amenés à gouverner ensemble avec les libéraux dans une « coalition en feu tricolore » (en allemand « Ampel »), expriment séparément leur volonté que le prochain cabinet soit sur pied avant Noël.
Le 6 octobre, Les Verts font part de leur souhait d'ouvrir des discussions exploratoires avec le Parti social-démocrate dans l'optique de mettre en place une coalition en feu tricolore, une position partagée quelques heures plus tard par le Parti libéral-démocrate. Si Armin Laschet affirme que cela ne l'empêchera pas d'envisager la formation d'une coalition jamaïcaine, Markus Söder (également président de l'Union chrétienne-sociale en Bavière) considère que cette décision met un terme aux espoirs gouvernementaux des Unions chrétiennes. Le président de la CDU annonce le lendemain son intention de convoquer un congrès fédéral de l'Union chrétienne-démocrate pour « aborder rapidement la question de la nouvelle équipe de la CDU, du président au présidium et jusqu'au comité exécutif fédéral ».
Les chefs de file des trois partis en discussion annoncent le 15 octobre avoir conclu positivement leurs entretiens exploratoires et s'être mis d'accord sur un document-cadre qui prévoit notamment l'absence de hausse de la fiscalité, le maintien du frein à l'endettement, l'augmentation du salaire minimum et l'accélération de la sortie du charbon, ce qui leur permet d'ouvrir des négociations pour établir un contrat de coalition précis et détaillé. La question de la politique extérieure est en revanche source de tensions : les Verts défendent le renforcement de l’intégration atlantiste, rejettent l'exploitation du gazoduc Nord Stream 2 avec l'entreprise russe Gazprom et réaffirment leur volonté de durcir les relations de Berlin avec la Russie et la Chine. Le SPD défend pour sa part une diplomatie s’inscrivant dans la continuité d’Angela Merkel, notamment le maintien de relations cordiales avec la Chine, devenue le premier partenaire commercial de l'Allemagne.
Les Verts font publiquement état à la mi-novembre de leur mécontentement sur la tournure prise par les négociations, mettant en cause l’absence de mesures précises contre le réchauffement climatique dans le « contrat de coalition » et estimant que trop de concessions ont été faites au FDP. L'accord de coalition (de) est dévoilé publiquement le 24 novembre, qui accorde notamment le ministère des Affaires étrangères aux écologistes et celui des Finances aux libéraux. Le 8 décembre, Olaf Scholz est élu chancelier par le Bundestag par 395 voix sur 736, formant son gouvernement dans la foulée.